# Tour de Belgique 2013
La 83e édition du Tour de Belgique a eu lieu du 22 au 26 mai 2013. L'épreuve fait partie de l'UCI Europe Tour, dans la catégorie 2.HC.

## Présentation

### Équipes
Classé en catégorie 2.HC de l'UCI Europe Tour, le Tour de Belgique est par conséquent ouvert aux UCI ProTeams dans la limite de 70 % des équipes participantes, aux équipes continentales professionnelles, aux équipes continentales belges et à une équipe nationale belge.
| Nom de l'équipe         | Pays       | Code |
| ----------------------- | ---------- | ---- |
| Argos-Shimano           | Pays-Bas   | ARG  |
| Astana                  | Kazakhstan | AST  |
| Blanco                  | Pays-Bas   | BLA  |
| BMC Racing              | États-Unis | BMC  |
| Katusha                 | Russie     | KAT  |
| Lotto-Belisol           | Belgique   | LTB  |
| Omega Pharma-Quick Step | Belgique   | OPQ  |
| RadioShack-Leopard      | Luxembourg | RLT  |
| Vacansoleil-DCM         | Pays-Bas   | VCD  |

| Nom de l'équipe             | Pays     | Code |
| --------------------------- | -------- | ---- |
| Accent Jobs-Wanty           | Belgique | ACC  |
| Cofidis                     | France   | COF  |
| Crelan-Euphony              | Belgique | CRE  |
| Europcar                    | France   | EUC  |
| RusVelo                     | Russie   | RVL  |
| Topsport Vlaanderen-Baloise | Belgique | TSV  |

| Nom de l'équipe       | Pays     | Code |
| --------------------- | -------- | ---- |
| An Post-ChainReaction | Belgique | SKT  |
| BKCP-Powerplus        | Belgique | BPP  |
| Telenet-Fidea         | Belgique | TEL  |
| To Win-Josan          | Belgique | TWJ  |
| Wallonie-Bruxelles    | Belgique | WBC  |

## Étapes
| Étape     | Date   | Villes étapes                                 |  | Distance (km) | Vainqueur d’étape | Leader du classement général |
| --------- | ------ | --------------------------------------------- |  | ------------- | ----------------- | ---------------------------- |
| 1re étape | 22 mai | Lochristi - Knokke-Heist                      |  | 194,2         | André Greipel     | André Greipel                |
| 2e étape  | 23 mai | Knokke-Heist - Ninove                         |  | 178,8         | André Greipel     | André Greipel                |
| 3e étape  | 24 mai | Beveren - Beveren                             |  | 15            | Tony Martin       | Tony Martin                  |
| 4e étape  | 25 mai | Lacs de l'Eau d'Heure - Lacs de l'Eau d'Heure |  | 164,3         | Maxim Iglinskiy   | Tony Martin                  |
| 5e étape  | 26 mai | Banneux - Banneux                             |  | 175,6         | Luis León Sánchez | Tony Martin                  |

## Déroulement de la course

### 1reétape
|    | Coureur             | Équipe                      |    | Temps           |
| -- | ------------------- | --------------------------- | -- | --------------- |
| 1  | André Greipel       | Lotto-Belisol               | en | 4 h 34 min 53 s |
| 2  | Tom Boonen          | Omega Pharma-Quick Step     | +  | m.t             |
| 3  | Ramon Sinkeldam     | Argos-Shimano               |    | m.t             |
| 4  | Danny van Poppel    | Vacansoleil-DCM             |    | m.t             |
| 5  | Michael Van Staeyen | Topsport Vlaanderen-Baloise |    | m.t             |
| 6  | Yukiya Arashiro     | Europcar                    |    | m.t             |
| 7  | Tom Van Asbroeck    | Topsport Vlaanderen-Baloise |    | m.t             |
| 8  | Niki Terpstra       | Omega Pharma-Quick Step     |    | m.t             |
| 9  | Maxime Vantomme     | Crelan-Euphony              |    | m.t             |
| 10 | Adrien Petit        | Cofidis                     |    | m.t             |

|    | Coureur             | Équipe                      |    | Temps           |
| -- | ------------------- | --------------------------- | -- | --------------- |
| 1  | André Greipel       | Lotto-Belisol               | en | 4 h 34 min 43 s |
| 2  | Tom Boonen          | Omega Pharma-Quick Step     | +  | 4 s             |
| 3  | Ramon Sinkeldam     | Argos-Shimano               |    | 6 s             |
| 4  | Jürgen Roelandts    | Lotto-Belisol               |    | 7 s             |
| 5  | Pieter Jacobs       | Topsport Vlaanderen-Baloise |    | 8 s             |
| 6  | Nikolas Maes        | Omega Pharma-Quick Step     |    | 9 s             |
| 7  | Danny van Poppel    | Vacansoleil-DCM             |    | 10 s            |
| 8  | Michael Van Staeyen | Topsport Vlaanderen-Baloise |    | 10 s            |
| 9  | Yukiya Arashiro     | Europcar                    |    | 10 s            |
| 10 | Tom Van Asbroeck    | Topsport Vlaanderen-Baloise |    | 10 s            |

### 2eétape
|    | Coureur           | Équipe                  |    | Temps           |
| -- | ----------------- | ----------------------- | -- | --------------- |
| 1  | André Greipel     | Lotto-Belisol           | en | 4 h 11 min 29 s |
| 2  | Danny van Poppel  | Vacansoleil-DCM         | +  | m.t             |
| 3  | Tom Boonen        | Omega Pharma-Quick Step |    | m.t             |
| 4  | Alexander Porsev  | Katusha                 |    | m.t             |
| 5  | Adrien Petit      | Cofidis                 |    | m.t             |
| 6  | Simone Ponzi      | Astana                  |    | m.t             |
| 7  | Alexey Tsatevitch | Katusha                 |    | m.t             |
| 8  | Ruslan Tleubayev  | Astana                  |    | m.t             |
| 9  | Niki Terpstra     | Omega Pharma-Quick Step |    | m.t             |
| 10 | Ramon Sinkeldam   | Argos-Shimano           |    | m.t             |

|    | Coureur           | Équipe                      |    | Temps           |
| -- | ----------------- | --------------------------- | -- | --------------- |
| 1  | André Greipel     | Lotto-Belisol               | en | 8 h 46 min 02 s |
| 2  | Tom Boonen        | Omega Pharma-Quick Step     | +  | 10 s            |
| 3  | Danny van Poppel  | Vacansoleil-DCM             |    | 14 s            |
| 4  | Ramon Sinkeldam   | Argos-Shimano               |    | 16 s            |
| 5  | Philippe Gilbert  | BMC Racing                  |    | 17 s            |
| 6  | Jürgen Roelandts  | Lotto-Belisol               |    | 17 s            |
| 7  | Niki Terpstra     | Omega Pharma-Quick Step     |    | 18 s            |
| 8  | Pieter Jacobs     | Topsport Vlaanderen-Baloise |    | 18 s            |
| 9  | Nikolas Maes      | Omega Pharma-Quick Step     |    | 19 s            |
| 10 | Francesco Gavazzi | Astana                      |    | 19 s            |

### 3eétape
|    | Coureur            | Équipe                  |    | Temps       |
| -- | ------------------ | ----------------------- | -- | ----------- |
| 1  | Tony Martin        | Omega Pharma-Quick Step | en | 17 min 42 s |
| 2  | Tom Dumoulin       | Argos-Shimano           | +  | 40 s        |
| 3  | Artem Ovechkin     | RusVelo                 |    | 43 s        |
| 4  | Alexander Serov    | RusVelo                 |    | 46 s        |
| 5  | Ben Hermans        | RadioShack-Leopard      |    | 46 s        |
| 6  | Kristof Vandewalle | Omega Pharma-Quick Step |    | 53 s        |
| 7  | Damien Gaudin      | Europcar                |    | 56 s        |
| 8  | Tom Boonen         | Omega Pharma-Quick Step |    | 1 min 00 s  |
| 9  | William Clarke     | Argos-Shimano           |    | 1 min 00 s  |
| 10 | Niki Terpstra      | Omega Pharma-Quick Step |    | 1 min 01 s  |

|    | Coureur            | Équipe                  |    | Temps           |
| -- | ------------------ | ----------------------- | -- | --------------- |
| 1  | Tony Martin        | Omega Pharma-Quick Step | en | 9 h 04 min 04 s |
| 2  | Tom Dumoulin       | Argos-Shimano           | +  | 40 s            |
| 3  | Tom Boonen         | Omega Pharma-Quick Step |    | 50 s            |
| 4  | Kristof Vandewalle | Omega Pharma-Quick Step |    | 53 s            |
| 5  | Niki Terpstra      | Omega Pharma-Quick Step |    | 59 s            |
| 6  | Philippe Gilbert   | BMC Racing              |    | 1 min 04 s      |
| 7  | Manuel Quinziato   | BMC Racing              |    | 1 min 11 s      |
| 8  | Stijn Devolder     | RadioShack-Leopard      |    | 1 min 11 s      |
| 9  | Luis León Sánchez  | Blanco                  |    | 1 min 16 s      |
| 10 | Alexey Tsatevitch  | Katusha                 |    | 1 min 17 s      |

### 4eétape
|    | Coureur                     | Équipe                      |    | Temps           |
| -- | --------------------------- | --------------------------- | -- | --------------- |
| 1  | Maxim Iglinskiy             | Astana                      | en | 3 h 41 min 38 s |
| 2  | André Greipel               | Lotto-Belisol               | +  | 2 s             |
| 3  | Philippe Gilbert            | BMC Racing                  |    | 2 s             |
| 4  | Danny van Poppel            | Vacansoleil-DCM             |    | 2 s             |
| 5  | Francesco Gavazzi           | Astana                      |    | 2 s             |
| 6  | Yukiya Arashiro             | Europcar                    |    | 2 s             |
| 7  | Reinardt Janse van Rensburg | Argos-Shimano               |    | 2 s             |
| 8  | Marcel Meisen               | BKCP-Powerplus              |    | 2 s             |
| 9  | Tom Van Asbroeck            | Topsport Vlaanderen-Baloise |    | 2 s             |
| 10 | Jempy Drucker               | Accent Jobs-Wanty           |    | 2 s             |

|    | Coureur            | Équipe                  |    | Temps            |
| -- | ------------------ | ----------------------- | -- | ---------------- |
| 1  | Tony Martin        | Omega Pharma-Quick Step | en | 12 h 45 min 47 s |
| 2  | Tom Dumoulin       | Argos-Shimano           | +  | 40 s             |
| 3  | Tom Boonen         | Omega Pharma-Quick Step |    | 50 s             |
| 4  | Kristof Vandewalle | Omega Pharma-Quick Step |    | 53 s             |
| 5  | Philippe Gilbert   | BMC Racing              |    | 57 s             |
| 6  | Niki Terpstra      | Omega Pharma-Quick Step |    | 59 s             |
| 7  | André Greipel      | Lotto-Belisol           |    | 1 min 10 s       |
| 8  | Manuel Quinziato   | BMC Racing              |    | 1 min 11 s       |
| 9  | Stijn Devolder     | RadioShack-Leopard      |    | 1 min 11 s       |
| 10 | Alexey Tsatevitch  | Katusha                 |    | 1 min 14 s       |

### 5eétape
|    | Coureur           | Équipe                  |    | Temps           |
| -- | ----------------- | ----------------------- | -- | --------------- |
| 1  | Luis León Sánchez | Blanco                  | en | 4 h 42 min 18 s |
| 2  | Francesco Gavazzi | Astana                  | +  | 27 s            |
| 3  | Philippe Gilbert  | BMC Racing              |    | 27 s            |
| 4  | Andreas Klöden    | RadioShack-Leopard      |    | 27 s            |
| 5  | Tony Martin       | Omega Pharma-Quick Step |    | 27 s            |
| 6  | Jürgen Roelandts  | Lotto-Belisol           |    | 47 s            |
| 7  | Jérôme Baugnies   | To Win-Josan            |    | 1 min 13 s      |
| 8  | Marcel Meisen     | BKCP-Powerplus          |    | 1 min 16 s      |
| 9  | Yukiya Arashiro   | Europcar                |    | 1 min 16 s      |
| 10 | Sergueï Lagoutine | Vacansoleil-DCM         |    | 1 min 16 s      |

|    | Coureur            | Équipe                  |    | Temps            |
| -- | ------------------ | ----------------------- | -- | ---------------- |
| 1  | Tony Martin        | Omega Pharma-Quick Step | en | 17 h 28 min 32 s |
| 2  | Luis León Sánchez  | Blanco                  | +  | 36 s             |
| 3  | Philippe Gilbert   | BMC Racing              |    | 51 s             |
| 4  | Andreas Klöden     | RadioShack-Leopard      |    | 1 min 18 s       |
| 5  | Tom Dumoulin       | Argos-Shimano           |    | 1 min 30 s       |
| 6  | Francesco Gavazzi  | Astana                  |    | 1 min 36 s       |
| 7  | Kristof Vandewalle | Omega Pharma-Quick Step |    | 1 min 43 s       |
| 8  | Jürgen Roelandts   | Lotto-Belisol           |    | 1 min 44 s       |
| 9  | Niki Terpstra      | Omega Pharma-Quick Step |    | 1 min 49 s       |
| 10 | Alexey Tsatevitch  | Katusha                 |    | 2 min 04 s       |

## Classements finals

### Classement général
|    | Cycliste           | Pays      | Équipe                  |    | Temps            |
| -- | ------------------ | --------- | ----------------------- | -- | ---------------- |
| 1  | Tony Martin        | Allemagne | Omega Pharma-Quick Step | en | 17 h 28 min 32 s |
| 2  | Luis León Sánchez  | Espagne   | Blanco                  | +  | 36 s             |
| 3  | Philippe Gilbert   | Belgique  | BMC Racing              |    | 51 s             |
| 4  | Andreas Klöden     | Allemagne | RadioShack-Leopard      |    | 1 min 18 s       |
| 5  | Tom Dumoulin       | Pays-Bas  | Argos-Shimano           |    | 1 min 30 s       |
| 6  | Francesco Gavazzi  | Italie    | Astana                  |    | 1 min 36 s       |
| 7  | Kristof Vandewalle | Belgique  | Omega Pharma-Quick Step |    | 1 min 43 s       |
| 8  | Jürgen Roelandts   | Belgique  | Lotto-Belisol           |    | 1 min 44 s       |
| 9  | Niki Terpstra      | Pays-Bas  | Omega Pharma-Quick Step |    | 1 min 49 s       |
| 10 | Alexey Tsatevitch  | Russie    | Katusha                 |    | 2 min 04 s       |

### Classements annexes
|   | Cycliste         | Équipe          | Points |
| - | ---------------- | --------------- | ------ |
| 1 | André Greipel    | Lotto-Belisol   | 85     |
| 2 | Philippe Gilbert | BMC Racing      | 83     |
| 3 | Danny van Poppel | Vacansoleil-DCM | 63     |

|   | Cycliste          | Équipe                      |    | Temps            |
| - | ----------------- | --------------------------- | -- | ---------------- |
| 1 | Tom Dumoulin      | Argos-Shimano               | en | 17 h 30 min 02 s |
| 2 | Alexey Tsatevitch | Katusha                     | +  | 34 s             |
| 3 | Gijs Van Hoecke   | Topsport Vlaanderen-Baloise |    | 1 min 56 s       |

|   | Cycliste           | Équipe                      | Points |
| - | ------------------ | --------------------------- | ------ |
| 1 | Laurens De Vreese  | Topsport Vlaanderen-Baloise | 56     |
| 2 | Stijn Steels       | Crelan-Euphony              | 41     |
| 3 | Sébastien Delfosse | Crelan-Euphony              | 39     |

|   | Équipe                  | Pays       |    | Temps            |
| - | ----------------------- | ---------- | -- | ---------------- |
| 1 | Omega Pharma-Quick Step | Belgique   | en | 52 h 29 min 09 s |
| 2 | RadioShack-Leopard      | Luxembourg | +  | 2 min 26 s       |
| 3 | Katusha                 | Russie     |    | 4 min 49 s       |

## Évolution des classements
| Étape              | Vainqueur          | Classement général | Classement par points | Classement du meilleur jeune | Classement de la combativité | Classement par équipes  |
| ------------------ | ------------------ | ------------------ | --------------------- | ---------------------------- | ---------------------------- | ----------------------- |
| 1                  | André Greipel      | André Greipel      | André Greipel         | Ramon Sinkeldam              | Laurens De Vreese            | Vlaanderen-Baloise      |
| 2                  | André Greipel      | André Greipel      | André Greipel         | Danny van Poppel             | Stijn Steels                 | Omega Pharma-Quick Step |
| 3                  | Tony Martin        | Tony Martin        | André Greipel         | Tom Dumoulin                 | Stijn Steels                 | Omega Pharma-Quick Step |
| 4                  | Maxim Iglinskiy    | Tony Martin        | André Greipel         | Tom Dumoulin                 | Stijn Steels                 | Omega Pharma-Quick Step |
| 5                  | Luis León Sánchez  | Tony Martin        | André Greipel         | Tom Dumoulin                 | Laurens De Vreese            | Omega Pharma-Quick Step |
| Classements finals | Classements finals | Tony Martin        | André Greipel         | Tom Dumoulin                 | Laurens De Vreese            | Omega Pharma-Quick Step |